# Albino Cuppo
Albino Cuppo (Trieste, 26 febbraio 1910 – ...) è stato un cestista italiano.
Ha vinto tre scudetti con la maglia della Ginnastica Triestina nel 1930, 1932 e 1934. Vanta una presenza in Nazionale: l'11 maggio 1930 è sceso in campo in occasione della sfida contro la Svizzera (terzo incontro della storia della selezione italiana) vinta dagli azzurri 36-13.

## Palmarès
- Campionato italiano: 3

Ginnastica Triestina: 1930, 1932, 1934